# Sphenomorphus grandisonae
Sphenomorphus grandisonae är en ödleart som beskrevs av  Taylor 1962. Sphenomorphus grandisonae ingår i släktet Sphenomorphus och familjen skinkar. Inga underarter finns listade i Catalogue of Life.